# Liste des chaînes de télévision en Islande
Cet article concerne la télévision en Islande, sa réception, les chaînes et les programmes.

## Réception
Les chaînes peuvent être reçues via l'analogique, ou par l'intermédiaire d'une connexion internet via le service Skjárinn de Síminn ou Digital Ísland de Vodafone.

## Chaînes
Les principales chaînes de télévision en Islande sont :
- RÚV
- SkjárEinn
- Stöð 2
- Stöð 1.

### Chaîne du service public
- RÚV est la chaîne de télévision de l'entreprise de service public de télévision et de radio en Islande (Ríkisútvarpið). Elle est disponible sur le satellite Thor 2 pour les citoyens islandais.

### Chaînes privées

#### Chaînes appartenant à la société365 Media corporation
- Stöð 2 la plus vieille chaîne de télévision privée en Islande (1986). Elle est également disponible sur Stöð 2+ avec une heure de décalage.
- Stöð 2 Extra (appelée auparavant Sirkus) Chaîne de divertissement, disponible auparavant gratuitement mais aujourd'hui uniquement disponible en complément de l'abonnement à Stöð 2.
- Stöð 2 Bíó Chaîne thématique consacrée au cinéma (diffusion 24h/24, 7j/7).
- Stöð 2 Sport (appelée auparavant Sýn) Chaîne thématique consacrée au sport avec possibilité de décalage de 1 heure avec Stöð 2 Sport+.
- Stöð 2 Sport 2 (appelée auparavant Sýn 2) Chaîne thématique consacrée au football diffusant la FA Premier League et la Football League Championship.
- Stöð 2 Sport 3, Stöð 2 Sport 4, Stöð 2 Sport 5 and Stöð 2 Sport 6 Chaîne thématique consacrée au sport et diffusant lors d'évènements sportifs principalement lors de la Ligue des champions de l'UEFA.
- Skífan TV Chaîne thématique consacrée à la musique. Chaîne gratuite.
- Stöð 2 Sport HD Première chaîne islandaise diffusant en HD lancée en octobre 2007 et diffusant principalement des évènements sportifs.
- NFS, Chaîne d'information en continu appartenant à la société 365.
- Stöð 2 krakkar, chaîne de télévision pour la jeunesse, la première en Islande
- Stöð 2 Gull , chaîne de télévision diffusant des anciennes séries.

#### Chaîne appartenant à Síminn (Iceland telecom)
- SkjárEinn Chaîne de divertissement gratuite. Elle est également disponible avec une heure de décalage sur SkjárEinn plús
- Skjár Bíó chaîne de télévision payante consacrée au cinéma, concourante de Stöð 2 Bíó

#### Chaînes indépendantes
- Alþingi Chaîne du Parlement islandais.
- N4 Chaîne de télévision diffusant uniquement dans la région d'Akureyri.
- Omega Christian television Chaîne thématique consacrée à la religion,
- Fasteignasjónvarpið Chaîne thématique consacrée au Télé-Achats

#### Chaînes disparues
- Skjár tveir.
- Skjár sport Chaîne ayant diffusée des matchs de football anglais lors des saisons 2005-2006 et 2006-2007.

### DuelSkjár Bíó/Stöð 2 Bíó
les deux chaînes Skjár Bíó et Stöð 2 Bíó se  livre un combat sans merci pour obtenir le plus d'auditeurs, en 2011 Stöð 2 Bíó était loin devant Skjár Bíó mais vers la fin de cette même année on aperçoit  un rééquilibrage des audiences 
entre Skjár Bíó et Stöð 2 Bíó et en 2012 Skjár Bíó dépasse Stöð 2 Bíó avec une avance qui s’accroît de mois en mois  
- Voila les audiences de Skjár Bíó et Stöð 2 Bíó pour l’année 2010

|            | Janvier | Février | Mars  | Avril | Mai   | Juin  | Juillet | Août  | Septembre | Octobre | Novembre | Décembre | Moyenne annuelle |
| ---------- | ------- | ------- | ----- | ----- | ----- | ----- | ------- | ----- | --------- | ------- | -------- | -------- | ---------------- |
| Skjár Bíó  | 5,1 %   | 5 %     | 5 %   | 4,9 % | 5 %   | 4,9 % | 4,8 %   | 4,9 % | 4,8 %     | 4,7 %   | 4,8 %    | 4,9 %    | 4,9 %            |
| Stöð 2 Bíó | 4,9 %   | 4,8 %   | 4,9 % | 5 %   | 5,1 % | 5 %   | 5,1 %   | 5,2 % | 5,3 %     | 5,4 %   | 5,5 %    | 5,6 %    | 5,15 %           |

## Programmes
De nombreux programmes sont importés même si quelques programmes islandais restent quand même disponibles. 
Le programme islandais le plus connu à l'étranger est Bienvenue à Lazy Town. Il est diffusé dans 103 pays à travers le monde. 

### Programmes importés
| Amazing Race           | The Simpsons         | Beauty and the Geek   | Hotel Babylon (séries de la BBC) | Mile High                |
| The Oprah Winfrey Show | Neighbours           | Fear Factor           | Wife Swap                        | The Apprentice           |
| Third Watch            | 24                   | Joey                  | Extreme Makeover: Home Edition   | The Shield               |
| NCIS                   | Kevin Hill           | Two and a Half Men    | The Osbournes                    | Whose Line is it Anyway? |
| Monk                   | Shark                | The 4400              | Nip/Tuck                         | Prison Break             |
| Rome                   | Huff                 | My Life in Film       | Grey's Anatomy                   | You Are What You Eat     |
| Punk'd                 | Listen Up            | How I Met Your Mother | Missing                          | Strong Medicine          |
| Most Haunted           | The Closer           | NUMB3RS               | Entourage                        | Cold Case                |
| The George Lopez Show  | The Bernie Mac Show  | Studio 60             | Alias                            | Broken News              |
| Criminal Minds         | Desperate Housewives | ER                    | Little Britain                   | Lost                     |
| Murphy's Law           | My Family            | Scrubs                | The Sopranos                     | Veronica Mars            |
| UEFA Euro 2008         | Sonic X              | Teen Titans           | Teletubbies                      |                          |